# Sternenhimmel (Lied)
Sternenhimmel ist ein Lied des deutschen Musikers Hubert Kah, das am 2. September 1982 als Single veröffentlicht wurde.

## Entstehung und Rezeption
Die Musik schrieb Hubert Kah gemeinsam mit Ulrich Herter, den Text verfasste er zusammen mit Claus Zundel. Produziert wurde der Song von Claus Zundel, Theo Werdin und Gary Katz.
Sternenhimmel war auf Hubert Kahs Album Ich komme enthalten. Es erschien auch als 7"-Single und als 12"-Maxi-Single bei Polydor. Auf der B-Seite befand sich jeweils der Song Tanzen gehn. Die Single konnte sich auf Platz zwei der deutschen Single-Charts platzieren und war 22 Wochen in den Charts. Sie erreichte 1983 Goldstatus. Der Song erschien auch auf zahlreichen Neue-Deutsche-Welle-Kompilationen.
Hubert Kah trat mit dem Song zweimal in der ZDF-Hitparade auf; die Band wurde per TED-Abstimmung am 8. November 1982 auf den ersten Platz gewählt und durfte daher in der folgenden Ausgabe am 6. Dezember 1982 den Song erneut singen.
2004 wurde ein Hamburger Neue-Deutsche-Welle-Musical, an dem u. a. Frl. Menke und Peter Behrens mitwirkten, nach diesem Lied benannt. 2010 nahm Hubert Kah als Gastsänger gemeinsam mit der Düsseldorfer Balkan-Band Trovači eine zweisprachige (Serbokroatisch/Deutsch) Ska-Version von Sternenhimmel auf.

## Coverversionen
Coverversionen existieren unter anderem von Christian Petru, Heino, Gagu, Bollmer sowie Lena, Felix & die Kita-Kids.